# Джунгля
Джунгля (словац. Džungľa) — міська частина, громада округу Кошиці I (округ), Кошицький край. Кадастрова площа громади — 0.47 км².
Населення 745 осіб (станом на 31 грудня 2020 року).

## Історія
Джунгля згадується 1929 року.